# BabyMons7er
BabyMons7er – pierwszy minialbum południowokoreańskiej grupy BabyMonster. Został wydany przez YG Entertainment 1 kwietnia 2024 roku.

## Tło wydania
BabyMonster zadebiutowały 27 listopada 2023 roku wydając singiel „Batter Up” w sześcioosobowym składzie. Członkini Ahyeon, z powodu problemów zdrowotnych, nie mogła brać udziału w działalności grupy i została wyłączona z debiutanckiego składu. 31 grudnia założyciel YG Entertainment, Yang Hyun-suk, ogłosił plany wydania przez grupę ich pierwszego minialbumu w kwietniu 2024 roku, po wydaniu przedpremierowego singla „Stuck in the Middle” 1 lutego 2024 roku. W kolejnym ogłoszeniu Yanga z 24 stycznia 2024 roku ujawniono, że Ahyeon wyzdrowiała i ponownie dołączy do grupy, aby promować ich nadchodzący minialbum w kwietniu. Wcześniej wydane single grupy zostały również ponownie nagrane z Ahyeon.
28 lutego YG Entertainment oficjalnie ogłosiło wydanie pierwszego minialbumu grupy zatytułowanego BabyMons7er, zaplanowanego na 1 kwietnia. 10 marca YG wydało zwiastun minialbumu. 18 marca Yang ogłosił listę utworów na minialbum.

## Kompozycja
W ogłoszeniu Yanga dotyczącym listy utworów na minialbum, opisał tytułowy utwór „Sheesh” jako piosenkę hiphopową z mocnym refrenem i mroczniejszym tonem w porównaniu z debiutanckim singlem grupy „Batter Up”. Dodatkowo wspomniał, że utwór „Like That” został napisany i podarowany grupie przez amerykańskiego piosenkarza i autora tekstów Charliego Putha po tym, jak cover utworu Putha „Dangerously” wykonany przez członkinię Ahyeon przyciągnął uwagę wielu fanów na całym świecie, w tym samego Putha. Utwór „Dream” został wcześniej nieoficjalnie wydany w przeddebiutanckim reality show BabyMonster Last Evaluation .

## Lista utworów
| CD | CD                                | CD                                                                                    | CD                                                      | CD                                           | CD      |
| Nr | Tytuł utworu                      | Tekst                                                                                 | Kompozycja                                              | Aranżacja                                    | Długość |
| -- | --------------------------------- | ------------------------------------------------------------------------------------- | ------------------------------------------------------- | -------------------------------------------- | ------- |
| 1. | „Monsters” (Intro)                | Jared Lee                                                                             | Ice, Dee.P, J. Lee                                      | Dee.P, Ice                                   | 0:44    |
| 2. | „Sheesh”                          | Choice37, Sonny, Lil G ,LP, Choi Hyun-suk, Sandra Wikström                            | Choice37, LP, YG, Sonny ,Lil G, Choi Hyun-suk, Wikström | LP, Choice37, YG, Dee.P                      | 2:50    |
| 3. | „Like That”                       | Charlie Puth, Jacob Kasher Hindlin, Choice37, J. Lee                                  | Puth, Hindlin                                           | Puth, Count Baldor                           | 2:48    |
| 4. | „Stuck in the Middle” (7 version) | J. Lee, Dan Whittemore                                                                | Dee.P, J. Lee, Dan Whittemore                           | Dee.P                                        | 4:06    |
| 5. | „Batter Up” (7 version)           | J. Lee, YG, Asa (BabyMonster), Choi Hyun-suk, Lee Chan-hyuk, Where the Noise, BigTone | Chaz Mishan, YG, Dee.P, J. Lee, Asa                     | YG, Dee.P, Mishan                            | 3:08    |
| 6. | „Dream”                           | J. Lee, Choice37, Whittemore, Sonny, Lil G                                            | J. Lee, Choice37, Whittemore, Sonny, Hae, LP, Lil G     | Choice37, Hae, LP, J. Lee, Whittemore, Sonny | 3:03    |
| 7. | „Stuck in the Middle” (Remix)     | J. Lee, Whittemore                                                                    | Dee.P, J. Lee, Whittemore                               | LP, Choice37                                 | 3:19    |

## Notowania
| Lista                                 | Pozycja | Źr.    |
| ------------------------------------- | ------- | ------ |
| Croatian International Albums (HDU)   | 5       | [ 11 ] |
| Japanese Albums (Oricon)              | 6       | [ 12 ] |
| Japanese Combined Albums (Oricon)     | 7       | [ 13 ] |
| Japanese Hot Albums (Billboard Japan) | 17      | [ 14 ] |
| Nigerian Albums (TurnTable)           | 98      | [ 15 ] |
| South Korean Albums (Circle)          | 3       | [ 16 ] |
| UK Album Downloads (OCC)              | 69      | [ 17 ] |
| US World Albums (Billboard)           | 15      | [ 18 ] |